# أوليفر سيمز
أوليفر سيمز (بالإنجليزية: Oliver Sims)‏ هو عالم حاسوب بريطاني، ولد في 1942.